# Вежонка (Брянська область)
Вежонка (рос. Вежонка) — присілок у Брасовському районі Брянської області Росії. Входить до складу муніципального утворення Глодневське сільське поселення.
Населення — 26.
Розташоване за 4 км на північний схід від села Глодневе.

## Історія
Розташоване на території Сіверщини.
Згадується з першої половини XVII століття в складі Глодневського стану Комарицької волості. Належало до парафії села Глодневого.
До 1778 у складі Севського повіту, у 1778-1782 рр. — Луганського повіту, з 1782 по 1928 рр. — Дмитрівського повіту Орловської губернії (з 1861 — в складі Глодневської волості).
В 19 столітті — володіння Кушелєва-Безбородька.
З 1929 року адміністративно підпорядковується Брасовському району.

## Населення
За найновішими даними, населення — 26 осіб (2013).
У минулому чисельність мешканців була такою:
| Роки      | 1858 | 1866 | 1893 | 1923 | 1979 | 1989 | 2002 | 2010 |
| --------- | ---- | ---- | ---- | ---- | ---- | ---- | ---- | ---- |
| Населення | 639  | 719  | 883  | 1140 | 247  | 140  | 65   | 28   |